# Oficial de armas

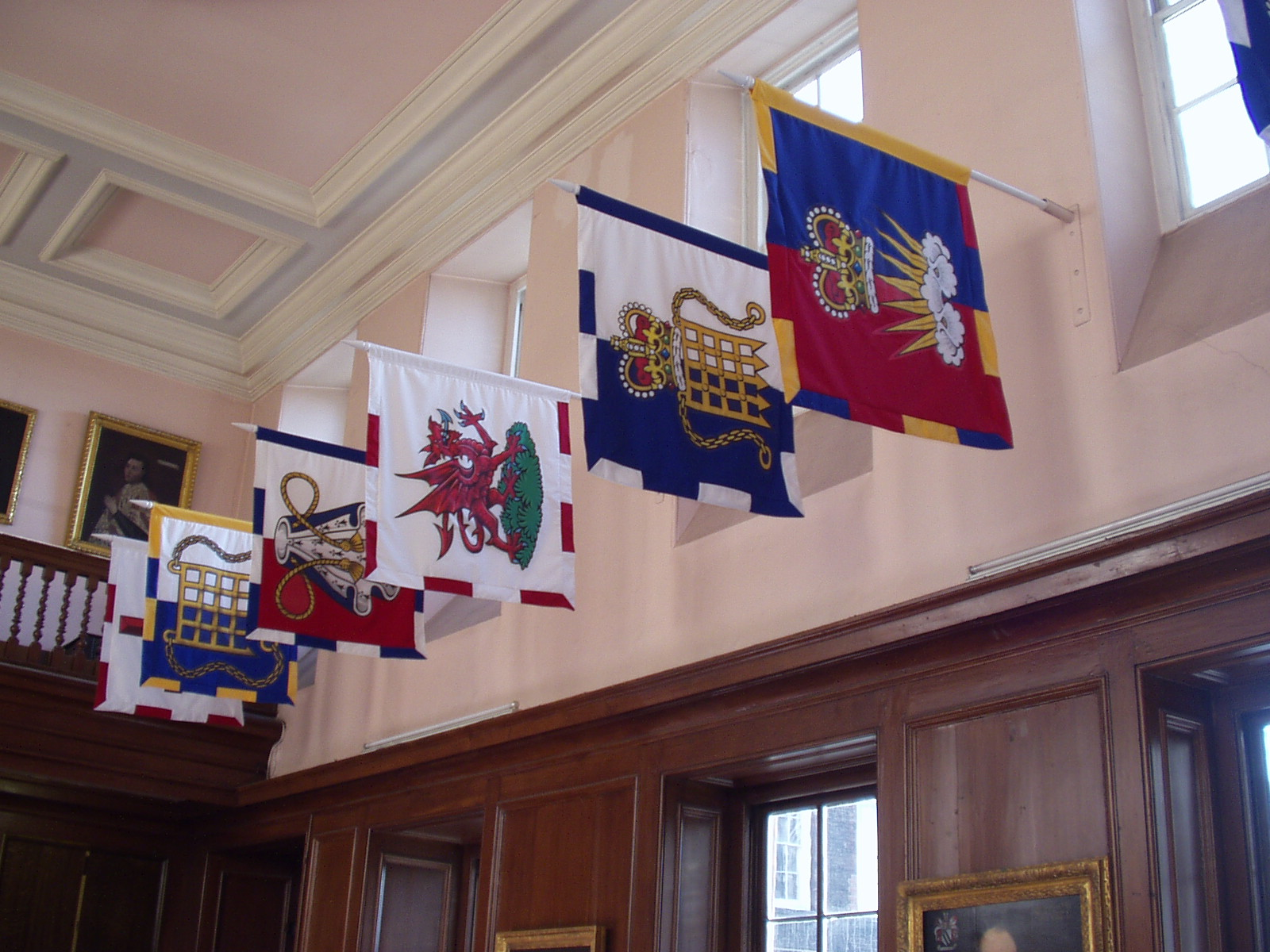
Pancartas con insignias heráldicas de varios oficiales de armas en el College of Arms de Londres

Un oficial de armas es una persona designada por un soberano o Estado con autoridad para realizar una o más de las siguientes funciones:
- Controlar e iniciar asuntos de armaduras.
- Organizar y participar en ceremonias de Estado.
- Conservar e interpretar registros heráldicos y genealógicos.

## Por país
La práctica medieval de designar heraldos o aspirantes al establecimiento de una casa noble es todavía común en los países europeos, particularmente aquellos en los que no hay control o autoridad heráldica oficial. Estos nombramientos también se siguen haciendo en Escocia, donde existen cuatro oficiales de armas privados. Todos estos nombramientos son puramente consultivos.

### Reino Unido
Tradicionalmente en Inglaterra, la autoridad de los trece oficiales de armas ordinarios, que forman la corporación de los reyes, heraldos y persevantes de armas (Colegio de Armas), se extiende por toda la Commonwealth, con la excepción de Escocia, Canadá y Sudáfrica.
Los oficiales de armas son de tres categorías: reyes de armas, heraldos de armas y persevantes de armas. Los oficiales de armas cuyos nombramientos son de carácter permanente se conocen como oficiales de armas ordinariamente; aquellos cuyos nombramientos son de carácter temporal u ocasional se conocen como oficiales de armas extraordinarios. Los oficiales de armas ordinarios que forman el Colegio de Armas son miembros de la casa real y reciben un salario nominal.
En Escocia, el Lord Lyon King of Arms y el Lyon Clerk and Keeper of the Records controlan los asuntos armados dentro de un marco legal estricto del que no disfrutan sus compañeros oficiales de armas en Londres, y el tribunal que forma parte de la jurisdicción penal de Escocia tiene su propio fiscal, el procurador fiscal del tribunal, que sin embargo no es un oficial de armas. Lord Lyon y el secretario de Lyon son nombrados por la Corona y, con la autoridad de la Corona, Lyon nombra a los otros oficiales escoceses. Los oficiales de armas en Escocia también son miembros de la Casa Real.

### Irlanda
En la República de Irlanda, los asuntos genealógicos y de armas están dentro de la autoridad de un oficial designado como heraldo jefe de Irlanda. La base legal de la autoridad heráldica de Irlanda, y por lo tanto todas las concesiones desde 1943, ha sido cuestionada por el fiscal general, por lo tanto, el 8 de mayo de 2006 el senador Brendan Ryan presentó el Proyecto de Genealogía y Heráldica en Seanad Éireann (Senado irlandés) para remediar esta situación y legitimar acciones desde la transferencia del poder del rey de armas de Úlster.

### Países Bajos
En los Países Bajos, los oficiales de armas no existen como funciones permanentes. La heráldica privada no está legislada, y la heráldica estatal y la heráldica de la nobleza está regulada por el Alto Consejo de Nobleza. Sin embargo, durante la ceremonia de inauguración real, han figurado dos reyes de armas y dos o cuatro heraldos de armas. Por lo general, eran miembros del Alto Consejo de Nobleza. Durante las inauguraciones de Guillermina y Juliana, los reyes de armas vestían trajes de corte al estilo del siglo XIX, mientras que los heraldos usaban tabardos. Todos los oficiales llevaban varas y llevaban cadenas de oficina. En la toma de posesión de la reina Beatriz en 1980, el cargo ceremonial estuvo a cargo de miembros de la resistencia, siendo Erik Hazelhoff Roelfzema el mayor rey de armas. Como la mayoría de los participantes en el desfile, los oficiales de armas ya no llevaban traje ceremonial, sino corbata blanca. El rey de armas mayor proclama que el rey será investido después de haber jurado lealtad a la Constitución. Los heraldos salen de la Iglesia Nueva en Ámsterdam, donde se lleva a cabo la ceremonia de inauguración, para anunciar este hecho a la gente reunida fuera de la iglesia.